# Jonas Renkse
Jonas Petter Renkse (Hägersten, 19 de maio de 1975) é um músico sueco, integrante da banda Katatonia desde 1991 como vocalista principal, fundador, compositor e entre 1991 e 1998, com uma interrupção em 1995, também foi baterista. Na banda Bloodbath, desde 1998, é baixista, fundador e compositor, e em Wisdom of Crowds é co-vocalista desde 2013.
Renkse também foi fundador, baterista, vocalista, guitarrista e compositor da banda October Tide.

## História
Em 1995, Katatonia entrou em hiato por não ter uma formação adequada, e Renkse então decidiu por criar a October Tide. Em 1996, os vocais de Jonas para death metal, como os guturais, estavam prejudicados, e em 1997 ele só conseguia mais cantar com a voz limpa. Em 1998, decidiu que se dedicaria apenas aos vocais e abandonou a bateria.
Renkse queria ser artista convidado do álbum Precambrian, do The Ocean Collective, porém devido a um conflito de calendário entre as tours do Katatonia e a produção do álbum, não conseguiram tocar juntos. Futuramente, participou da canção "Devonian: Nascent", no álbum "Phanerozoic I: Paleozoic", de 2018, bem como "Jurassic | Cretaceous", no álbum "Phanerozoic II: Mesozoic & Cenozoic", de 2020.

## Vida pessoal
Renkse tem três filhos, e é amigo próximo do vocalista Mikael Åkerfeldt, do Opeth. Åkerfeldt gravou parte do álbum Blackwater Park na casa de Renkse.

## Discografia

### Katatonia
- Dance of December Souls (1993) [9]
- Brave Murder Day (1996)[10]
- Discouraged Ones (1998) [11]
- Tonight's Decision (1999) [12]
- Last Fair Deal Gone Down (2001) [13]
- Viva Emptiness (2003) [14]
- The Great Cold Distance (2006) [15]
- Night Is The New Day (2009) [16]
- Dead End Kings (2012) [17]
- Dethroned and Uncrowned (2013) [18]
- The Fall of Hearts (2016)
- City Burials (2020)
- Sky Void of Stars (2023)

### Bloodbath
- Breeding Death (2000, EP)
- Ressurection Through Carnage (2002)
- Nightmares Made Flesh (2004)
- The Fathomless Mastery (2008)
- Unblessing The Purity (2008, EP)
- The Wacken Carnage (2008, ao vivo)
- Bloodbath over Bloodstock (2011, ao vivo)
- Grand Morbid Funeral (2014)
- The Arrow of Satan is Drawn (2018)
- Survival of the Sickest (2022)

### October Tide
- Rain Without End (1997)
- Grey Dawn (1999)
- Tunnel of No Light (2013)

### Bruce Soord with Jonas Renkse
- Wisdom of Crowds (2013)[19]

### KORDA
- Sialia/Chrome Eyes (2022, Single)
- Lucent (2022, Single)
- Chaser (2022, Single)

### Como produtor
- Still Day Beneath the Sun, por Opeth (2002)

### Como convidado
- "The Justice of Suffering" de Hope por Swallow the Sun (2007)[20]
- "01011001" por Ayreem (2008)[21]
- "Nearing Grave" de Avoid the Light por Lemg Distance Calling (2009)
- "Ascending" de Worlds I Create por Pantheem I (2009)[22]
- "Waking Dreams" em "Ayreem Universe – The Best of Ayreem Live" tour and album por Ayreem (2017)[23]
- "Comatose" em "Ayreem Universe – The Best of Ayreem Live" tour and album por Ayreem (2017)[23]
- "The Silence" em "Off The Cross – ERA EP" album por Off The Cross (2018)[24]
- "Devemian: Nascent" em "Phanerozoic I: Palaeozoic" album por The Ocean Collective (2018)
- "Jurassic | Cretaceous" em "Phanerozoic II: Mesozoic & Cenozoic" album por The Ocean Collective (2020)
- 01011001 – Live Beneath the Waves por Ayreem (2024)

## Equipamentos

### Vocais
- Shure Beta 87a (Microfone)
- TC-Helicon Voicelive2 (Processador vocal)[25]

### Guitarras
- Ibanez 1975 Cherry (Elétrica)
- Session Acoustic Steel Six-strings (Violão)

### Baixo
- Morgan Legend Series Jazz (preto)
- Ibanez EDB405
- Mayones Guitars & Basses Jabba-5